# Edward Schreyer
Edward Schreyer (ur. 21 grudnia 1935 w Beausejour, Manitoba) – kanadyjski polityk i dyplomata, w latach 1969–1977 premier prowincji Manitoba, a następnie od 1979 do 1984 gubernator generalny Kanady.
Po ukończeniu studiów w zakresie pedagogiki, ekonomii i stosunków międzynarodowych, podjął pracę jako wykładowca ostatniej z tych nauk na Uniwersytecie Manitoby. W 1958 został wybrany do Zgromadzenia Legislacyjnego (parlamentu prowincjonalnego) tej prowincji. W latach 1965–1969 zasiadał w izbie niższej parlamentu federalnego, Izbie Gmin. W 1969 postanowił wrócić na szczebel polityki regionalnej. Został wybrany na przywódcę prowincjonalnych struktur Nowej Partii Demokratycznej (NDP), następnie poprowadził je do zwycięstwa w wyborach i stanął na czele władz prowincji jako jej premier. Sprawował tę funkcję aż do 1977, kiedy to musiał uznać wyborczą wyższość konserwatystów. W 1979, mając zaledwie 43 lata, został powołany na formalnie najwyższe w państwie stanowisko gubernatora generalnego.
W przeciwieństwie do większości swoich poprzedników, którzy opuszczali urząd gubernatora w wieku podeszłym, Schreyer po zakończeniu swojej kadencji wciąż był politykiem w pełni sił. Początkowo zdecydował się na przejście do dyplomacji – w latach 1984–1988 był wysokim komisarzem w Australii, Papui-Nowej Gwinei, na Wyspach Salomona i Vanuatu. Później zaangażował się w działalność licznych organizacji pozarządowych. W 1999 ogłosił swój powrót z politycznej emerytury i znów stał się wyrazistą postacią NDP. W 2006 przeszedł do historii jako pierwszy były gubernator generalny, który kandydował do parlamentu. Nie uzyskał jednak mandatu. Obecnie skupia się na pracy akademickiej, będąc kanclerzem uniwersytetu w Brandon.